# Eudistoma plumbeum
Eudistoma plumbeum är en sjöpungsart som först beskrevs av Della Valle 1877.  Eudistoma plumbeum ingår i släktet Eudistoma och familjen Polycitoridae. Inga underarter finns listade i Catalogue of Life.